# Liste der Baudenkmäler in Oberbilk
Die Liste der Baudenkmäler in Oberbilk enthält die denkmalgeschützten Bauwerke auf dem Gebiet von Düsseldorf-Oberbilk, Stadtbezirk 3, in Nordrhein-Westfalen. Diese Baudenkmäler sind in der Denkmalliste der Stadt Düsseldorf eingetragen; Grundlage für die Aufnahme ist das Denkmalschutzgesetz Nordrhein-Westfalen (DSchG NRW).

## Baudenkmäler
| Bild                                                               | Bezeichnung                                                        | Lage                                            | Beschreibung | Bauzeit         | Eingetragen seit  | Denkmal- nummer |
| ------------------------------------------------------------------ | ------------------------------------------------------------------ | ----------------------------------------------- | --- | --------------- | ----------------- | --------------- |
| weitere Bilder                                                     | Mahnmal Aktion Rheinland                                           | Anton-Betz-Straße Karte                         | | 1957            | 31. Mai 2016      | A 1655          |
|                                                                    |                                                                    | Apollinarisstraße 28 Karte                      | | 1908            | 5. April 1983     | A 327           |
| weitere Bilder                                                     | St. Apollinaris                                                    | Apollinarisstraße 36 Karte                      | | 1903–1904       | 23. Dezember 1982 | A 286           |
| Volksgarten                                                        | Volksgarten                                                        | Auf’m Hennekamp, Volksgarten Karte              | Gartenarchitekten: Friedrich Hillebrecht und Walter von Engelhardt                                                     | 1895–1896, 1909 | 24. November 2016 | A 1662          |
| weitere Bilder                                                     | Friedhofskapelle Stoffeln                                          | Bittweg 60 Karte                                | Die Kapelle auf dem Stoffeler Friedhof wurde nach Plänen des Architekten Johannes Radke gebaut.                        | 1908            | 29. Juli 1982     | A 197           |
| Städtisches Lessing-Gymnasium und Städtisches Lessing-Berufskolleg | Städtisches Lessing-Gymnasium und Städtisches Lessing-Berufskolleg | Ellerstraße 84 Karte                            | Architekt: Johannes Radke                                                                                              | 1911–1912       | 26. März 1986     | A 975           |
| weitere Bilder                                                     | Maria-Obhut-Kirche                                                 | Ellerstraße 213 Karte                           | | 1883            | 23. Dezember 1982 | A 288           |
|                                                                    |                                                                    | Flügelstraße 2–22, 13–19, Sonnenstraße 74 Karte | | 1924–1925       | 25. Mai 1994      | A 1315          |
| weitere Bilder                                                     | DB-Betriebswerk                                                    | Harffstraße 110 Karte                           | DB-Betriebswerk, mit heutiger Classic Remise                                                                           | 1930            | 14. November 1991 | A 1231          |
| weitere Bilder                                                     | Wohnhaus                                                           | Heerstraße 16 Karte                             | | 1900–1901       | 22. November 1995 | A 1371          |
| weitere Bilder                                                     | Schulgebäude                                                       | Heerstraße 18 Karte                             | Dependance des Heinrich-Hertz-Berufskollegs, Schule für Elektrotechnik und Chemie mit der Abteilung Reinigungstechnik. | Ende 19. Jh.    | 8. August 1995    | A 1363          |
| weitere Bilder                                                     | Schulgebäude                                                       | Heerstraße 18a Karte                            | Dependance des Heinrich-Hertz-Berufskollegs                                                                            | Ende 19. Jh.    | 8. August 1995    | A 1364          |
| weitere Bilder                                                     | Katholische Grundschule Höhenstraße                                | Höhenstraße 5 Karte                             | | 1870–1892       | 21. Oktober 1996  | A 1404          |
| weitere Bilder                                                     | Katholische Grundschule Höhenstraße 5a (auf dem Schulgelände)      | Höhenstraße 5a Karte                            | | ca. 1870        | 21. Oktober 1996  | A 1405          |
| weitere Bilder                                                     | Höhenstraße 76                                                     | Höhenstraße 76                                  | Wohnbau, Architekt: Theodor Baumeister                                                                                 | 1905            | 12. Dezember 2013 | A 1631          |
| weitere Bilder                                                     | St. Josef                                                          | Josefplatz 14 Karte                             | | 1870–1872, 1879 | 21. Juni 1982     | A 139           |
| weitere Bilder                                                     | Wegekreuz                                                          | Josefplatz                                      | | 1740            | 22. November 1982 | A 266           |
| weitere Bilder                                                     | Wohnbau                                                            | Karl-Geusen-Straße 40 Karte                     | Wohnbau Barock | ca. 1800        | 3. Mai 1991       | A 1225          |
| weitere Bilder                                                     | Wohnhaus                                                           | Kölner Straße 353 Karte                         | Wohn- und Siedlungsbau der Neurenaissance, Architekt: Max See                                                          | 1898            | 12. Februar 2016  | A 1653          |
| weitere Bilder                                                     | Wohnhaus                                                           | Kruppstraße 24 Karte                            | Wohn- und Siedlungsbau im Jugendstil, Architekt: Franz Baum junior                                                     | 1905            | 18. Oktober 2017  | A 1671          |
|                                                                    |                                                                    | Oberbilker Allee 305 Karte                      | | 1904            | 23. Juni 1983     | A 381           |
| Wohnhaus                                                           | Wohnhaus                                                           | Oberbilker Allee 327 Karte                      | | 1902–1903       | 23. Dezember 1982 | A 289           |
| Wohnhaus                                                           | Wohnhaus                                                           | Oberbilker Allee 329 Karte                      | | 1902–1903       | 23. Dezember 1982 | A 290           |
|                                                                    |                                                                    | Oberbilker Allee 331 Karte                      | | 1902–1903       | 23. Dezember 1982 | A 291           |
|                                                                    |                                                                    | Oberbilker Allee 333 Karte                      | | 1902–1903       | 24. April 1990    | A 292           |
| ehem. Rheinbahndepot                                               | ehem. Rheinbahndepot                                               | Prof.-Schwippert-Straße 1-15, 2 Karte           | | 1914            | 15. Dezember 1997 | A 1432          |
|                                                                    |                                                                    | Siegburger Straße 96 Karte                      | | 1896            | 5. April 1983     | A 331           |
|                                                                    |                                                                    | Siegburger Straße 98 Karte                      | | 1896            | 26. April 1983    | A 346           |
| weitere Bilder                                                     | Franz-von-Sales-Kirche                                             | Siegburger Straße 165 Karte                     | | 1969–1971       | 16. Oktober 1998  | A 1447          |
| Stundenstein                                                       | Stundenstein                                                       | Siegburger Straße o. Nr. Karte                  | Der historische Meilenstein steht auf dem Gelände der Joseph-Buys-Gesamtschule.                                        | Anfang 19. Jh.  | 6. November 1996  | A 1406          |
|                                                                    |                                                                    | Stahlstraße 29, Eisenstraße 33–39 Karte         | | 1913            | 15. Februar 1983  | A 309           |
| weitere Bilder                                                     | GGS Stoffeler Straße                                               | Stoffeler Straße 11 Karte                       | | 1904            | 1. April 1985     | A 879           |
| weitere Bilder                                                     | Kirchengemeinde St. Apollinaris                                    | Van-Douven-Straße 6 Karte                       | Architekten: Richard van Broek und Leopold Schmalhorst                                                                 | 1925–1926       | 23. Dezember 1982 | A 296           |
| weitere Bilder                                                     | Volksgartenstraße 18                                               | Volksgartenstraße 18 Karte                      | Wohn- und Siedlungsbau im Jugendstil, Architekt: H. Pulver                                                             | 1909            | 12. Januar 2015   | A 1647          |
| weitere Bilder                                                     | Volksgartenstraße 19                                               | Volksgartenstraße 19 Karte                      | Wohn- und Siedlungsbau des Übergangsstils (Werkbund), Architekt: Franz Wipperfürth                                     | 1913            | 21. Oktober 2014  | A 1643          |
| weitere Bilder                                                     | Volksgartenstraße 25                                               | Volksgartenstraße 25 Karte                      | Wohn- und Siedlungsbau des Übergangsstils (Werkbund)                                                                   | 1913            | 31. August 2012   | A 1618          |
| weitere Bilder                                                     | Vulkanstraße 36                                                    | Vulkanstraße 36 Karte                           | Wohn- und Siedlungsbau der Neurenaissance                                                                              | 1893            | 23. März 2012     | A 1617          |